# اشتفانشتی، ارجش
شهر اشتفانشتی (به رومانیایی: Ştefăneşti, Argeş) در شهرستان ارجش در کشور رومانی واقع شده‌است. جمعیت این شهر ۱۲٬۹۸۳ نفر  است.